# 弦楽四重奏曲第2番 (ドヴォルザーク)
弦楽四重奏曲第2番 変ロ長調（B.17） は、アントニン・ドヴォルザークが1869年に作曲したと考えられる弦楽四重奏曲。作曲者の初期作品にあたる。ドヴォルザークはこの曲および弦楽四重奏曲第3番、第4番の譜面を破棄し、処分し終えたものと思い込んでいた。

## 概要
ドヴォルザーク自身が楽曲を破棄しようとしたにもかかわらず、20世紀初頭に各楽器のパート譜の写しが発見され全曲の再構成が可能となった。その版は1932年11月16日に、プラハにおいてオンドジーチェク四重奏団により私的に初演されている。曲の演奏時間は45分を数え、ドヴォルザークの室内楽作品の中でも2番目に長い楽曲となっている。パート譜と総譜は1962年の完全クリティカル・エディション（Souborné vydání díla）の第4集、第5巻に収められており、2014年にベーレンライターから出版された。

## 楽曲構成
全4楽章で構成される。
1. Allegro ma non troppo
2. Largo
3. Allegro con brio
4. Finale: Andante — Allegro giusto — Allegro con fuoco